# Astarot
Asera, Asherá, Astoret (en plural, Astarot) era una diosa de la fertilidad y del amor sexual. Fue deidad principal de los semitas y cananeos. 

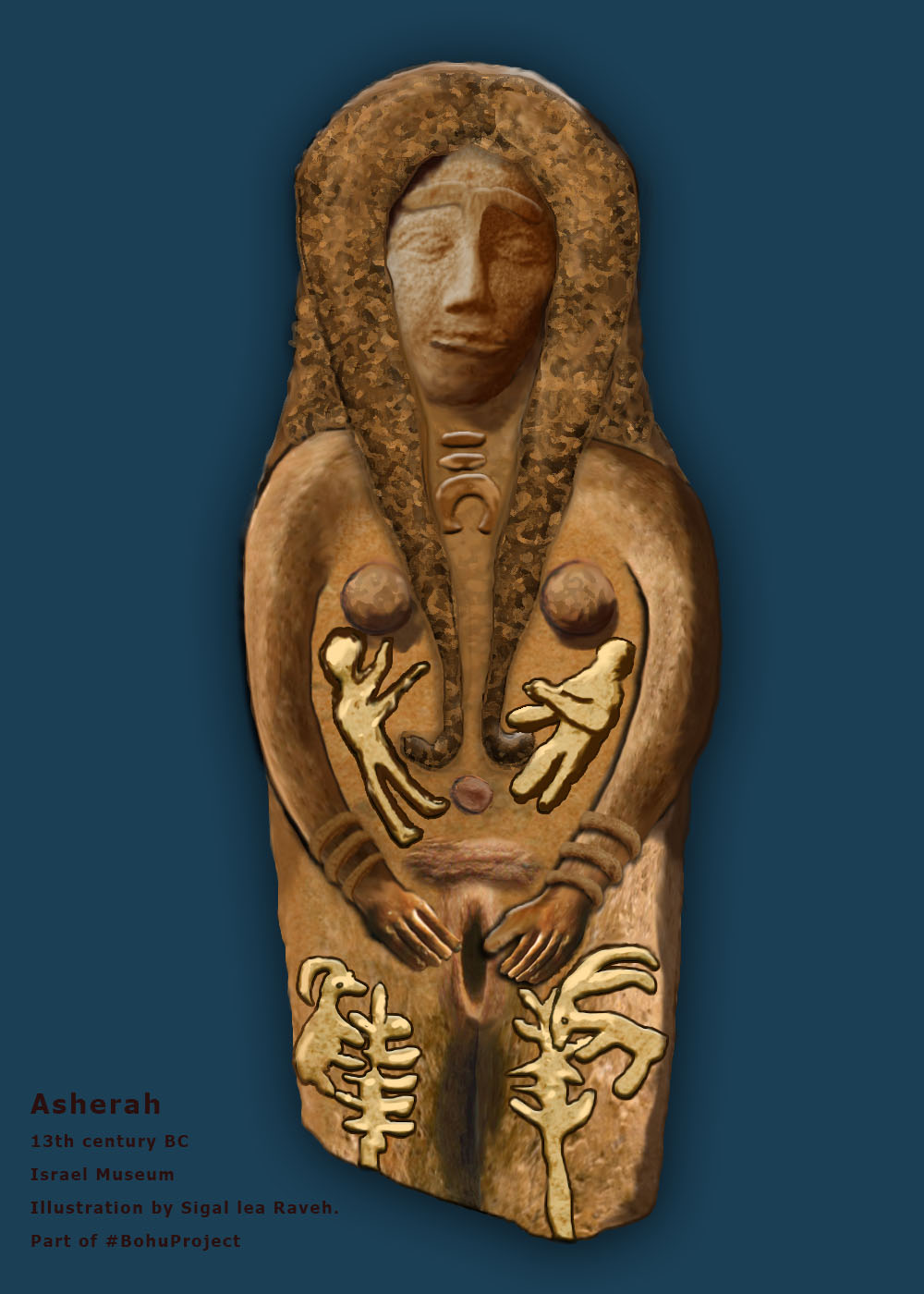
Asherá, figurilla del, en un cartel del Museo de Israel, Jerusalén.

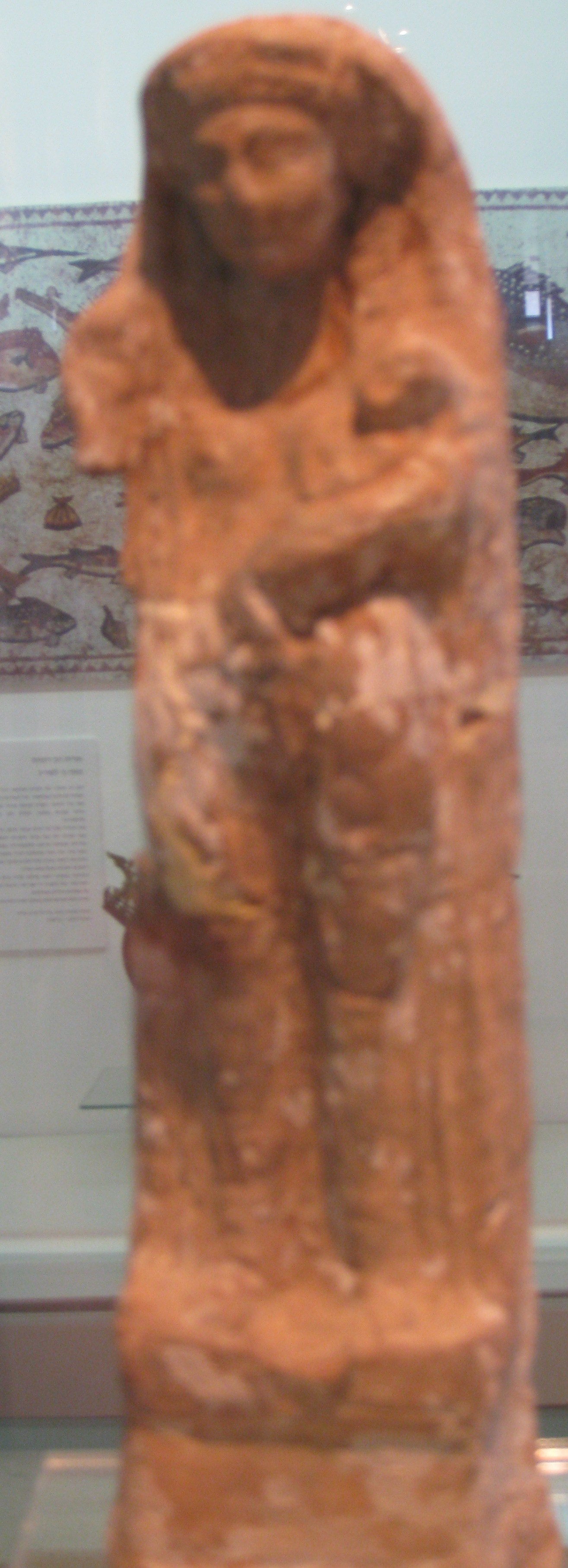
Astarot

## Nombre y epítetos
Asera fue llamada la «madre de todos los dioses». Se le conoce entre los babilonios como Ishtar, originalmente llamada Athirat (o Afdirad). Es la gran diosa semítica de la fecundidad. En la Biblia recibe el nombre de Astoret, pronunciación desfigurada de la original 'Astart, mediante la inclusión de las vocales de la palabra hebrea boset (vergüenza) según la costumbre de los rabinos, para desprestigiar a las divinidades paganas. También se le considera diosa fenicia de la vegetación.
De acuerdo con el libro The Early History of God, Astarte sería la denominación correspondiente a la Edad de hierro (después del 1200 a. C.) de la diosa Asera de la Edad de bronce (antes del 1200 a. C.) La forma griega es Astarté. [Astarté era considerada la "diosa de los sidonios" (1.º Re 11:5)].
En las Cartas de Amarna es Ashirtu y Ashratu.
Los textos de Ugarit, actual Ras Shamra, identifican a Asera (‘atrt = atirat) con la diosa esposa de El; la llaman «señora Asera del mar» y «progenitora de los dioses», (aquí sería la madre de Baal). No obstante, las funciones de esta deidad debían de ser variadas, presentando similitudes con las tres diosas del baalismo: Anat, Aserá, Astoret (Jueces 3: 7; 6.25; el que los nombres aparezcan en plural puede indicar que cada localidad tenía su Baal y Aserá).

## Iconografía
Como diosa de la fertilidad vegetal, su representación era una estaca o tronco de árbol clavado en el patio de los templos, de los que ya se tienen referencias en el siglo XVIII a. C., en la ciudad de Mari, por lo que la palabra aserah sirve también para designar estas estacas sagradas.

## Culto
El culto a El y Asera era de los más antiguos en la zona de Mesopotamia, y fue introducido en el Antiguo Egipto por los hicsos.
En Canaán, el culto a Astoret, muy común entre los cananeos (vecinos de Israel), se encontraría presente también entre muchos israelitas (Jue 2.13; 3.7; 1 S 7.3, 4) (ver El). La Biblia suministra detalles concretos de ese culto: se veneraba a Astoret bajo la denominación de la «Reina de los cielos» (Jer 44,17). Los niños recogían leña por las calles, los padres encendian fuego con ella; las mujeres hacían tortas sacramentales con su figura; para hacer ofrendas, se quemaba incienso y se hacían libaciones para que les fuera propicia, pues se creía que de esta forma los asuntos marcharían mejor, de esta manera la familia completa participaba de la idolatría, esta práctica se extendió por todo el pueblo, lo que llevó a que el Dios de Israel se encendiera en ira y derramara su furor contra el pueblo por causa de estas abominaciones (Jeremías 7:18-20)
Junto con el culto yahvista, dirigentes y pueblo terminaron envueltos en prácticas comerciales y religiosas varias. El culto al dios El y a su esposa Asera estuvo presente durante largo tiempo. Según la Biblia, Yahvé advierte a Salomón que sería desposeído del reino en la generación de su hijo (1 Reyes 11:1-12,33) por la adopción de costumbres extranjeras que traería calamidades sobre Israel.
Posteriormente, con la reforma de Josías, todo lo relacionado con Astoret y otras deidades fue extirpado del culto yahvista formal, como primer paso hacia la formación de una identidad propia, que comenzaría en un punto esencial de la nación israelita: el templo (2 Reyes 23:4–7).

## Menciones
- Asherá es una de las 1.038 mujeres cuyos nombres aparecen en el zócalo de la obra contemporánea de Judy Chicago, The Dinner Party. Se la asocia con la diosa Ishtar, la tercera invitada del ala I de la mesa.[3]
- El asteroide (214) Aschera debe su nombre a Asherá.